# Fort de Gavi
Le fort de Gavi est une forteresse du XVIIe siècle construite par les génois sur la colline qui domine l'ancien village médiéval de  Gavi, au Piémont.

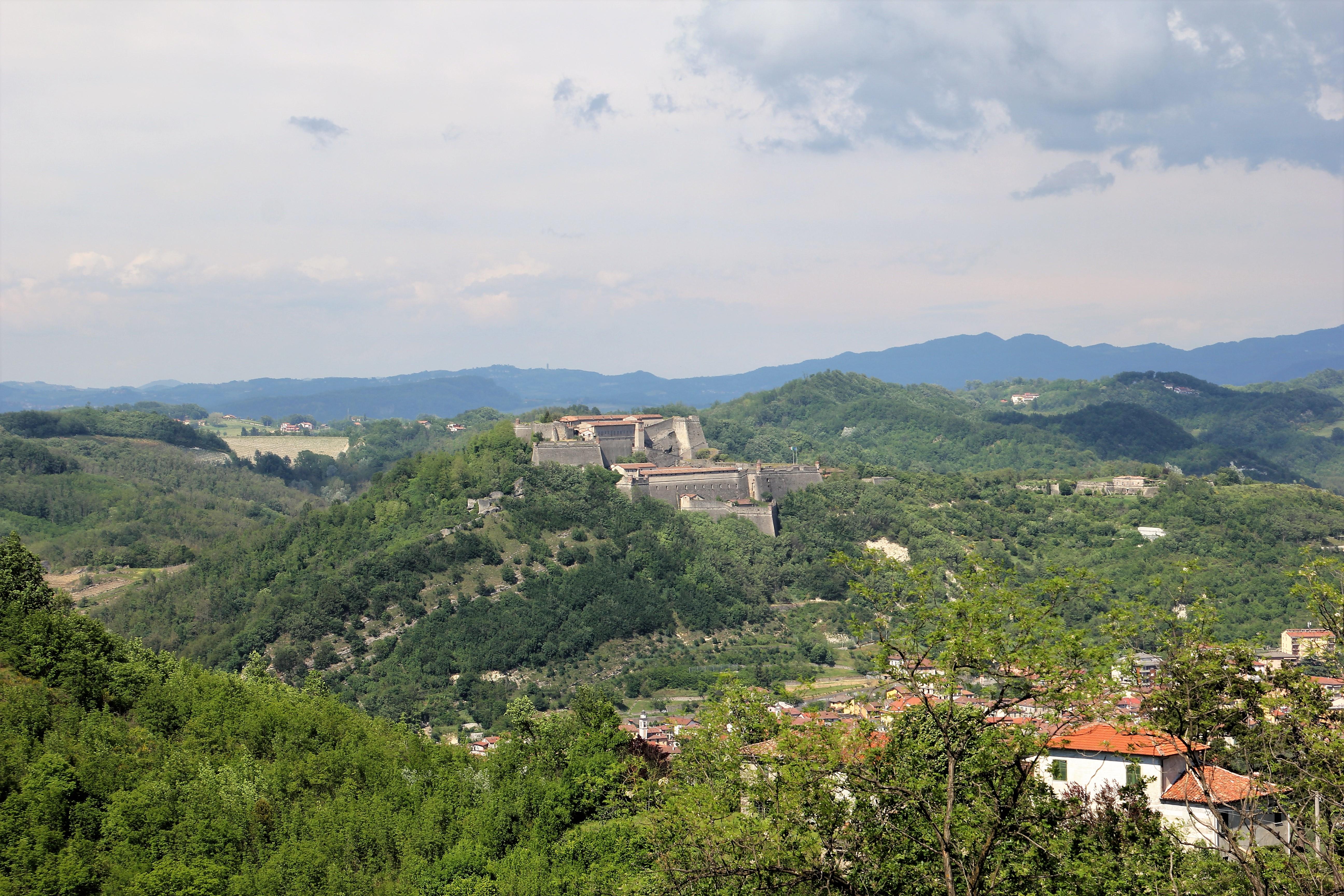
Vue du fort depuis le sanctuaire de Nostra Signora della Guardia.

## Origine

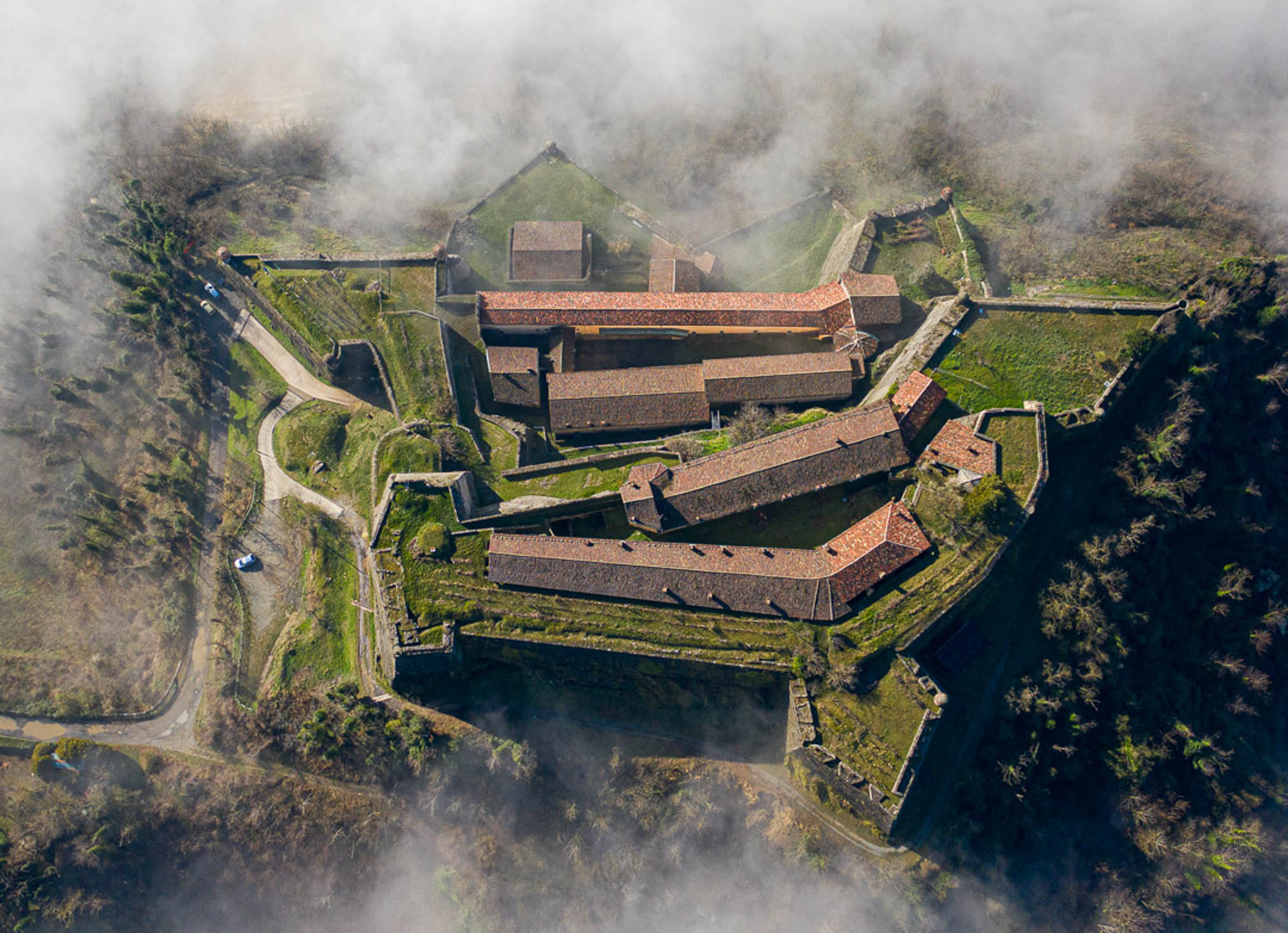
Vue zénithale du fort

Sur le lieu occupé par le fort il y avait déjà un château dont la première citation date du 973. 
Le 30 mai 1191 une acte signé par Henri VI du Saint-Empire, fils de Frédéric Barberousse entérine le passage à la république de Gênes du château et du village de Gavi.

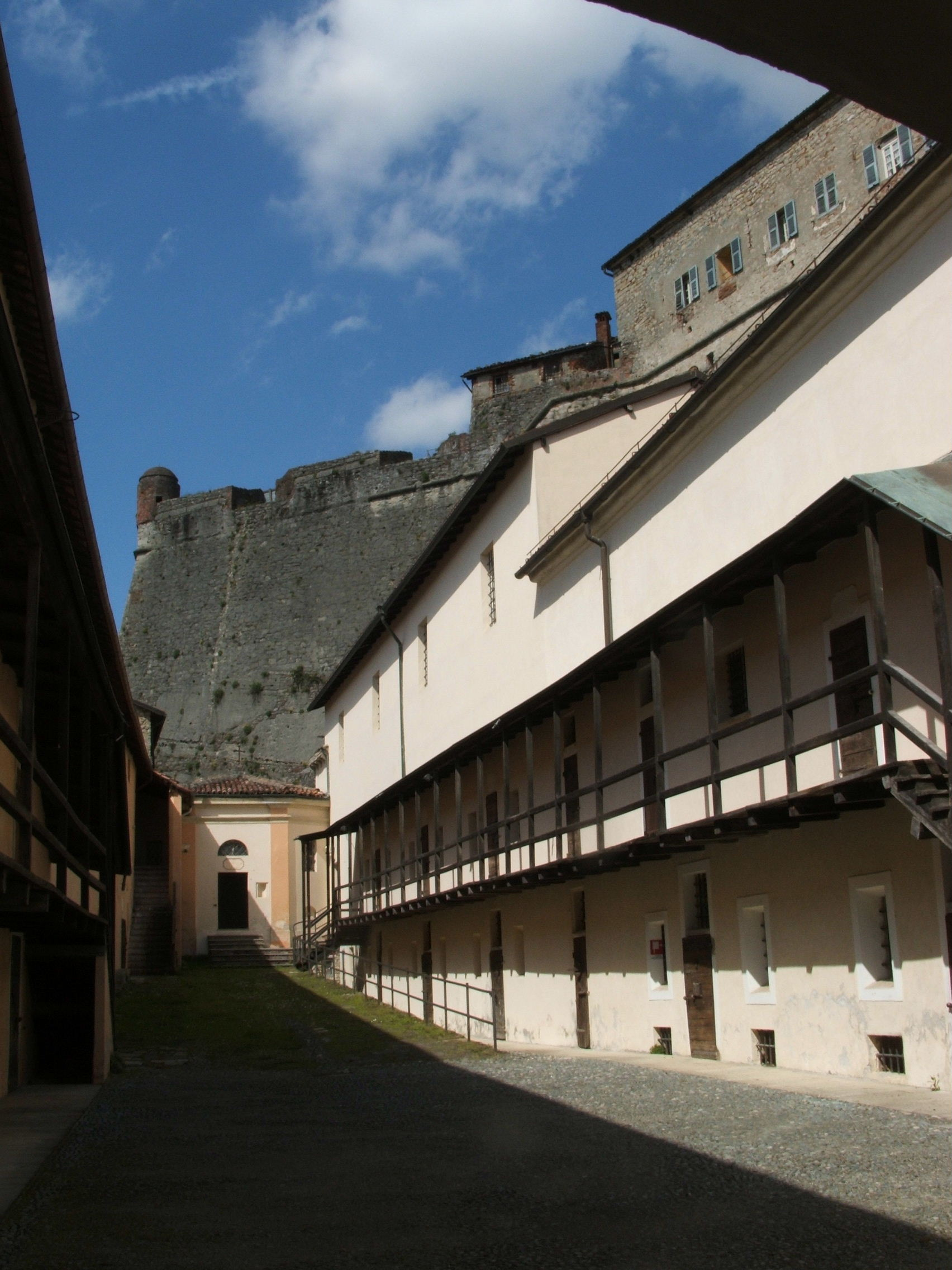
Les casernes du fort et la chapelle.

## Histoire
En 1540, l’architecte Giovanni Maria Olgiati commence à renforcer l’ancien château en adossant au mur original un nouveau mur plus épais et abaissant les remparts.
Depuis 1626, avec trois ans de travaux, Vincenzo Maculani connu comme « Vincenzo da Fiorenzuola » en collaboration avec l'architecte Bartolomeo Bianco modernisent les défenses pour résister aux nouvelles armes à feu toujours plus puissantes. Le château devient une forteresse moderne.
À la fin du XVIIIe siècle, l'armée française occupe le fort, qui un temps est commandé par Bernardin Poli. Après 1814 et la chute de Napoléon le site revient au royaume de Sardaigne.
Durant la deuxième moitié du XIXe siècle, le fort est démilitarisé puis est transformé en centre pénitentiaire.
Durant la Première Guerre mondiale, le fort est une prison. Durant la Deuxième Guerre mondiale, le site est un camp de prisonniers pour les officiers anglo-américains.
À la fin du  XXe siècle, l'ancien fort est confié à la Surintendance des Biens Architecturaux et du Paysage du Piémont. Des travaux de consolidation sont réalisés. Le site est aménagé pour accueillir le public, la visite de l'intérieur est payante.